# اوسوالدو لئورنزو فیلو
اوسوالدو لئورنزو فیلو (به پرتغالی: Osvaldo Lourenço Filho) مهاجم، مهاجم اهل برزیل است که در شهر فورتالزا و در تاریخ ۱۱ آوریل ۱۹۸۷ به دنیا آمده‌است.
اوسوالدو لئورنزو فیلو در تیم‌های فوتبال Fortaleza سابقهٔ حضور دارد.